# Rivière Gens de Nantes
Pour les articles homonymes, voir Nantes (homonymie).
La rivière Gens de Nantes ou rivière Jean de Nantes, est un cours d'eau qui coule dans le département Nord-Est à Haïti, et un affluent du petit fleuve côtier la rivière du Massacre.

## Géographie
Cette rivière prend sa source sur les territoires des communes de Bois Poux, de Ouanaminthe et du Mont-Organisé, dans le versant haïtien de la Cordillère Centrale. 
Elle coule ensuite vers la frontière avec la République dominicaine qu'elle longe sur plusieurs kilomètres.
Elle est rejointe ensuite par la rivière de Capotille, puis leurs eaux se jettent dans la rivière du Massacre.